# Беспалько, Людмила Васильевна
Людмила Васильевна Беспалько (укр. Людмила Василівна Безпалько; 10 июля 1946, Рава-Русская, Львовская область) — украинский предприниматель и фармацевт. В 1993—1997 годах — директор, а с 1997 года — генеральный директор АО «Научно-производственный центр „Борщаговский химико-фармацевтический завод“». Ушла в отставку в 2018 году. Обладательница звания «Заслуженный работник промышленности Украины», Ордена Княгини Ольги III степени. Лауреат Ордена Святого Пантелеймона. Вошла в топ-100 самых влиятельных женщин страны по версии журнала «Фокус», а также в топ-15 успешных женщин-менеджеров Украины по версии издания Delo.ua. Входит в список самых богатых украинцев. Фигурирует в скандале с американскими инвесторами Борщаговского химико-фармацевтического завода.

## Биография
Людмила Беспалько родилась в городе Рава-Русская во Львовской области.

### Образование и карьера
Окончила Пермский фармацевтический институт в 1972 году.
С 1964 года работала учеником дражировщика на Борщаговском химико-фармацевтическом заводе. После завершения учебы стала становится технологом, позже — заместителем председателя цеха.
В 1976 году возглавила БХФЗ в составе фармацевтического объединения «Дарница».
В 1993 году, после выхода из состава фармацевтического объединения «Дарница» стала директором БХФЗ.
В 2018 году покинула должность директора БХФЗ.
 

### Награды и достижения
В 2003 году Президент Украины Леонид Кучма наградил почетной грамотой и присвоил звание «Заслуженного работника промышленности» Беспалько Людмилу Васильевну, генерального директора ОАО НПЦ «Борщаговский ХФЗ».
В 2009 году Людмила Беспалько стала лауреатом Ордена Святого Пантелеймона.
В 2012 году Президент Виктор Янукович наградил Людмилу Беспалько Орденом Княгини Ольги III степени.
В 2016 году вошла в топ-15 лучших женщин-руководителей Украины по версии издания Delo.ua.
В 2017 году Беспалько попала в рейтинг «100 самых влиятельных женщин Украины» по версии журнала «Фокус».

## Результаты работы на Борщаговском ХФЗ
Под руководством Людмилы Беспалько Борщаговский химико-фармацевтический завод стал научно-производственным центром.
С 1994 года внедрены в производство более 100 наименований лекарственных препаратов (охватывающих 10 фармакотерапевтических групп и 14 лекарственных форм), из них около 10 — оригинальные.
Предприятие входит в состав ведущих фармацевтических производителей Украины. Более 65 % работников имеют высшее образование; система постоянного и непрерывного обучения распространяется на всех сотрудников.
ПАО НПЦ «Борщаговский химико-фармацевтический завод» — одно из первых предприятий в Украине ввело правила GMP в 2003 году. С созданием национального инспектората GMP, ПАО НПЦ «Борщаговский химико-фармацевтический завод» первым среди фармацевтических предприятий Украины получил национальный сертификат GMP.
В 2007 году успешно пройдена инспекция ВОЗ по GMP; завод стал первопроходцем в программе преквалификации ВОЗ среди фармацевтических производителей не только Украины, но и стран СНГ, Центральной и Восточной Европы.
На заводе создана база по контролю качества продукции; исследовательские лаборатории (обеспечивающие полный контроль качества продукции на протяжении всего технологического цикла от оценки качества сырья до контроля качества готовых лекарственных препаратов и постмаркетингового контроля). Внедрена интегрированная система управления предприятием, основанная на требованиях GMP и GDP, международных стандартов.
К производственной составляющей предприятия относятся:
- два цеха по производству таблеток и капсул;
- цех по производству антибиотикиов (стерильных и нестерильных);
- цех по производству сиропов и мазей;
- цех по производству лиофилизированных порошков для инъекций и инъекционных растворов (во флаконах и ампулах);
- состав сырья и материалов;
- склад готовой продукции;
- производственные цеха оснащены оборудованием лучших мировых фирм.

Важным достижением предприятия является разработка и внедрение новых оригинальных лекарственных препаратов. Это препараты для лечения артериальной гипертензии, противомикробные, антиаритмические, противотуберкулезные препараты, препараты, улучшающие кровоснабжение миокарда, метаболизма и др.

## Скандал с американскими инвесторами Борщаговского химико-фармацевтического завода
В 1994 году американская компания R&J Trading International, Inc инвестировала в Борщаговский химфармзавод несколько миллионов долларов. Было создано совместное предприятие АОЗТ БХФЗ и R&J Trading International с распределением долей 50 на 50. Главой правления стал директор БХФЗ Николай Беспалько.
В 1995 году Николай Беспалько и его жена Людмила создали новую компанию с похожим названием — ООО «Научно-производственный центр „Борщаговский химфармзавод“» (ООО НТЦ БХФЗ). Затем супруги провели дополнительную эмиссию акций Совместного предприятия, и все акции допэмиссии купило новосозданное ООО НТЦ БХФЗ. Управление всеми активами БХФЗ перешло к Беспалько. Это привело к конфликту с американскими инвесторами.
R&J обратилась с иском в Высший арбитражный суд Украины с иском о незаконном размытии ее доли. Пока шло разбирательство, украинские партнеры вывели все активы БХФЗ из совместного предприятия.
Позднее в конфликт Беспалько с американскими инвесторами вмешался мэр Киева Александр Омельченко. После этого 30 % акций ООО НТЦ БХФЗ были переданы в собственность города Киева. В 2015 году Киевская городская государственная администрация продала свою долю фармацевтической компании «Дарница».

## Судебные дела
Относительно Людмилы Беспалько в судах рассматривается несколько дел. Одно из них касается взыскания 118 млн грн убытков. В материалах дела указано, что БХФЗ пострадал от действий должностных лиц, которые искусственно увеличили расходы предприятия.
Также на основании результатов аудита международной компании Kreston другие акционеры БХФЗ подали сразу несколько исков против 8 бывших и нынешних топ-менеджеров завода. Kreston анализировала финансовые данные БХФЗ за 2015—2017 гг. и пришла к выводу, что топ-менеджеры в течение нескольких лет закупали фармацевтическое сырье по завышенным ценам, а разницу присваивали.
Ответчиками в Хозяйственном суде Киева являются 8 топ-менеджеров БХФЗ: гендиректор предприятия до 2018 году Людмила Беспалько, гендиректор до 2021 года Юлия Здаревская, гендиректор с 2021 года Михаил Пасечник, глава Наблюдательного совета Николай Беспалько, член Наблюдательного совета и заместитель гендиректора по инвестиционно-юридическим вопросам Олег Голобородько, член Наблюдательного совета и коммерческий директор Евгений Сова, член Наблюдательного совета и финдиректор Татьяна Артеменко, директор по развитию бизнеса Ирина Ржепецкая.
В материалах дела также указано, что фармацевтическое сырье БХФЗ покупало в основном у малоизвестной немецкой компании «Фармаплант Фабрикейшн Кемишер Продакт Гмбх» через английскую компанию «Метабей Импорт / Экспорт Лтд».
Владельцем «Метабей» является Ирина Ржепецкая. Таким образом семья Беспалько и топ-менеджеры реализовали схему по выводу денег на счет дочери руководства БХФЗ. По данным из материалов дела, только в 2016—2017 годах Ржепецкая получила почти 7 млн долларов. Также заявления были поданы в суд Швейцарии, поскольку в этой стране Ржепецкая открыла счета «Метабей». Во всех случаях речь идет о компенсации ущерба, который семья Беспалько причинила заводу.